# 三の倉市民の里

三の倉市民の里本館

三の倉市民の里（さんのくらしみんのさと）は、岐阜県多治見市にある野外教育施設。

## 概要
通称地球村。三の倉市民の里「地球村」と表記されることが多い。管理運営は公益財団法人多治見市文化振興事業団が行っている。
自然の中での体験学習を目的として市南西部の丘陵地に1989年開設された。面積約100,000m2の敷地に本館、体験学習棟、天文台、ログハウスのほかキャンプ場、バーベキュー場、オリエンテーリングコースなどがある。天文台では年間を通じて天体観測会が行われている。
2008年10月～11月に　映画「あの空をおぼえてる」（企画・製作：ソニー・ミュージックエンタテインメント/サンダンス・カンパニー提携作品
監督：冨樫森　出演：竹野内豊　水野美紀　広田亮平　吉田里琴　他）のロケ現場として使用されて広く知られるようになった。
原作本・ジャネット・リー・ケアリー（ポプラ社刊）の表紙挿絵と酷似している場所があったため、冨樫監督のお気に入りとなった。

## 施設
- 本館
  - コミュニティホール
  - エントランスホール
  - ピロティー
  - 宿泊室
    - A（定員13人）
    - B（定員14人）
    - C（定員7人）
    - D（定員36人）
    - スタッフルーム（定員8人）

  - 浴室
  - 厨房
  - 会議室など
- 体験学習棟
- 天文台
- 展望台
- ログハウス
  - A棟（定員7人）
  - B棟（定員12人）
  - C棟（定員15人）
- キャンプ場（テント16張、最大80名）
- バーベキュー場
- テニスコート4面
- グラウンド
- オリエンテーリングコース
- ハイキングコースなど

## 休館日
- 火曜日
- 年末年始

## 所在地
- 岐阜県多治見市三の倉町猪場37

## 交通機関
- JR中央本線 古虎渓駅から徒歩で約30分（車で約5分）。
- かつては多治見市内から古虎渓駅経由の東鉄バスが、古虎渓駅からコミュニティバスが土・休日に限り運行していた。